# Heißes Gold aus Calador
Heißes Gold aus Calador (Originaltitel: One More Train to Rob) ist ein US-amerikanischer Western von Andrew V. McLaglen für die Produktionsfirma Universal aus dem Jahr 1971 mit George Peppard, Diana Muldaur und John Vernon in den Hauptrollen. Der Film basiert auf einer Geschichte von William Roberts.

## Handlung
Gentleman-Gauner und Schürzenjäger Harker Fleet plant mit seinem Partner Timothy Xavier Nolan einen Zugüberfall. Der Raub gelingt auch planmäßig, nur hat Fleet nicht mit der Hinterhältigkeit von Nolan gerechnet. Um Harker Fleet auszuschalten, setzt Nolan das Gerücht in die Welt, Fleet hätte ein Mädchen geschwängert. Alsbald stellen die aufgebrachten Brüder des Mädchens Fleet im Bordell und schon erscheint auch der Sheriff auf der Szene. Vor die Wahl gestellt zu heiraten oder sich für den möglichen Zugüberfall zu verantworten, wählt Fleet die Flucht. Er stürzt sich mit dem Sheriff aus dem Hotelfenster, kann kurzzeitig auf einem gestohlenen Pferd davonreiten, wird aber bald gestellt, angeschossen und zur Stadt zurückgebracht. Dort wird er zwangsweise verheiratet und erhält drei Jahre Knast wegen Körperverletzung, da er dem Sheriff und seinen Leuten übel zugesetzt hat. Im Gefängnis erfährt er, dass das Mädchen gar nicht schwanger ist und Nolan sich den Schwindel nur ausgedacht hat, um sich mit Fleets Freundin Katy und dem geraubten Geld abzusetzen.
Nach guter Führung wird Fleet schließlich ein halbes Jahr früher aus dem Gefängnis entlassen und sofort macht sich dieser auf nach Calador, wo Nolan Katy mittlerweile geheiratet und ein stattliches Anwesen erworben hat. Timothy Xavier Nolan ist mittlerweile der mächtigste Mann in der Stadt und hat dort die Polizei gekauft. Als Fleet kurz vor Calador, Nolans Stadt, auf einen Goldtransport stößt, der von Chinesen aus einer nahegelegenen Goldmine begleitet wird, überlegt er den Transport selbst zu überfallen, doch andere Banditen kommen ihm zuvor. Die Hilfssheriffs, die den Transport begleitet hatten, machen mit den Banditen gemeinsame Sache. Beim Überfall werden zwei Chinesen getötet. Fleet der Zeuge des Überfalls wird, erreicht den Transport als die Banditen unverrichteter Dinge ohne Beute abziehen müssen, da der Wagen statt Gold nur Steine geladen hat. Den chinesischen Anführer nehmen die Banditen im Zorn kurzerhand mit. Harker Fleet verbündet sich nun seinerseits mit den Chinesen, nimmt die beiden Hilfssheriffs gefangen und bringt diese nach Calador, wo sie vom Sheriff eigenhändig eingesperrt werden müssen, da Fleet als weißer Augenzeuge nicht einfach ignoriert werden kann.
Als Fleet auf dem Anwesen von Nolan eintrifft, fällt die Begrüßung in gegenseitiger unterkühlter Höflichkeit aus. Man schließt eine Art Waffenstillstand und belauert den nächsten Zug des Gegners. Als Fleet mit Katy allein im Zimmer ist, kann er diese wieder mit seinem unwiderstehlichen Charme betören. Als Fleet schließlich mitbekommt, dass Nolan den chinesischen Anführer gefangen hält, befreit er diesen und bringt den Chinesen ihren Chef zurück, doch diese sind misstrauisch über die Motive von Fleet, da sie vermuten, dass er selbst an das Gold der Chinesen heran will. Fleet und Nolan fassen den Plan das Gold mit Hilfe des jeweils anderen in den eigenen Besitz zu bringen. Fleet holt die junge Chinesin Ah Toy aus dem Bordell, um sie als Zeichen des guten Willens den Chinesen zu übergeben, die lassen endlich mit sich reden und vertrauen ihm nun ihrerseits das Gold an.
Fleet soll Nolan das Gold in einem Wagen übergeben, gerät aber in Nolans Hinterhalt, den er seinerseits vorausgeahnt hat und wiederum den Banditen eine Falle stellt. Einige Männer von Nolan werden dabei getötet. Nolan und seine rechte Hand fahren mit dem Gold aufs Anwesen. Nolan und Katy wissen jetzt, dass Fleet noch am Leben ist und auch Katy ist sich ihrer alten Gefühle für Fleet nun wieder sicher. Sie trennt sich von Nolan, dieser wiederum will nun das Gold aus Calador in einem Zugtransport heraus nach San Francisco schaffen. Zugräuber Harker Fleet versucht das Gold mit Hilfe der Chinesen an sich zu bringen, er bringt vor der Station den Zug in seine Gewalt. In Calador wartet Nolan mit seiner Bande auf den Zug, es kommt zur Schießerei, wobei die meisten Männer von Nolan getötet werden. Nolan selbst wird von Harker Fleets letzter Kugel tödlich verwundet, der wiederum im Sterben, seinem alten Partner das Versprechen abringt, mit Katy zusammen sein verschuldetes Anwesen zu retten und dort als Rancher sesshaft zu werden und zu arbeiten. Fleet kann dem Sterbenden seinen letzten Willen nicht abschlagen. Als Nolan stirbt hat er seinem ehemaligen Partner ein zweites Mal ein Schnippchen geschlagen.

## Kritiken
„Eine aktionsreiche, weitgehend vergnügliche Mischung aus Western, Gangsterfilm und Komödie, in der mangelnde Logik und Psychologie durch die Regie, vor allem aber auch den schelmischen Humor des Hauptdarstellers elegant überspielt werden.“

## Produktionsnotizen
Die visuellen Effekte stammen von Albert Whitlock, Bud Westmore zeichnete als Maskenbildner verantwortlich, die musikalische Leitung hatte Stanley Wilson und die Kostüme lieferte Grady Hunt. Drehorte des Films lagen in den Old Tucson Studios Tucson, Arizona in den USA.